# 張明一
張明一（朝鮮語: 장명일；英語: Jang Myong-Il；1986年4月25日—）朝鮮足球運動員。入選過朝鮮國家奧運足球隊和朝鮮國家足球隊。現在效力朝鮮足球聯賽球會鴨綠江。

## 簡歷
張明一曾經代表朝鮮參加2014年世界盃的預選賽，及後參加2012年亞足聯挑戰盃並協助朝鮮奪得冠軍取得亞洲盃席位。在2007年，曾代表朝鮮國家奧運足球隊參加2008年夏季奧林匹克運動會男子足球比賽預算賽 。

## 榮譽

### 國家隊
朝鮮
- 亞足聯挑戰盃冠軍：2012年；

### 球會
鴨綠江體育團
- 朝鮮足球甲組聯賽冠軍：2008年；

## 連接
- 張明一在National-Football-Teams.com的資料